# Дайер, Харрисон Грей Младший
Харрисон Грей Дайер Младший (англ. Harrison Gray Dyar; 1866—1929) — американский энтомолог, в честь которого названо правило Дайера.

## Биография
Родился в семье химика и изобретателя Харрисона Грея Дайера и его жены Элеоноры Розеллы.
Известен как автор так называемого правила Дайера, согласно которому размер личинок у некоторых видов насекомых с неполным превращением при переходе из одного возраста в другой увеличивается в 1,26 раза.
Был также известен своими эксцентричными занятиями, включая рытьё туннелей под своим домом. У него была сложная личная жизнь (долгое время он являлся двоежёнцем и поддерживал одновременно две семьи), и вместе со своей второй женой он принял веру бахаи. С 1922 года и до своей смерти редактировал бахайский журнал Reality.